# Jugoslaviska förstaligan i fotboll 1970/1971
Jugoslaviska förstaligan i fotboll 1970/1971 vanns av Hajduk Split , som tog sin fjärde titel, och klubbens första på 16 år.

## Incidenter
I höstmötet på Stadion Stari plac i Split mellan Hajduk och OFK Beograd var ställningen 2-2 då domaren Ristić föll medvetslös efter att ha träffats i huvudet av ett föremål kastat från läktarna. Matchen avbröts och Jugoslaviens fotbollsförbund tilldömde OFK Beograd segern med 3-0.
Detta ledde till våldsamheter i Split, och anti-Belgrad- och antiserbisk stämning skapades. Supportergruppen Torcida Split gick ut på stan, letade upp Belgrad-registrerade bilar och knuffade ner dem i vattnet från hamnområdena. 
Efter press fastställdes slutligen resultatet till 2-2.

## Tabell
League skyttekungs:
- Petar Nadoveza (Hajduk Split) - 20 mål på 24 seriematcher
- Božo Janković (FK Željezničar) - 20 mål på 33 seriematcher

Uppflyttade från jugoslaviska andraligan:
| Klubb           |
| --------------- |
| Sutjeska Nikšić |
| Vardar Skopje   |

## Mästarna
- Hajduk Split (tränare: Slavko Luštica)

| Placering   | Spelare                      | Matcher | Mål |
| ----------- | ---------------------------- | ------- | --- |
| Mittfältare | align=left\| Ivica Hlevnjak  | 34      | 6   |
| Back        | Dragan Holcer                | 33      | 0   |
| Mittfältare | align=left\| Jurica Jerković | 33      | 11  |
| Back        | Vilson Džoni                 | 32      | 0   |
| Anfallare   | Ivan Pavlica                 | 30      | 7   |
|             | Marino Lemešić               | 29      | 1   |
|             | Mićun Jovanić                | 29      | 7   |
| Målvakt     | Radomir Vukčević             | 25      | 0   |
| Anfallare   | Pero Nadoveza                | 24      | 20  |
|             | Miroslav Vardić              | 23      | 4   |
| Back        | Mario Boljat                 | 20      | 0   |
| Back        | Ivan Buljan                  | 16      | 1   |
| Back        | Miroslav Bošković            | 16      | 1   |
| Back        | Luka Peruzović               | 14      | 0   |
|             | Dinko Žutelija               | 12      | 1   |
| Mittfältare | align=left\| Dražen Mužinić  | 11      | 0   |
| Målvakt     | Ante Sirković                | 9       | 0   |
|             | Joško Gluić                  | 8       | 0   |
|             | Veselin Zrilić               | 8       | 0   |
|             | Vladimir Smolčić             | 3       | 0   |
|             | Ivica Matković               | 2       | 0   |
|             | Miroslav Ferić               | 1       | 1   |
|             | Ante Ivković                 | 1       | 0   |

### Fotnoter
1. ↑  ”Arkiverade kopian”. Arkiverad från originalet den 13 juni 2010. https://web.archive.org/web/20100613020058/http://torcida.org/site/dokumentarac/. Läst 15 augusti 2010.